# 다카노 히카루
다카노 히카루 (髙野 光, 1961년 5월 20일 ~ 2000년 11월 5일)는 일본의 프로야구 선수, 코치.